# デオキシシチジン三リン酸
デオキシシチジン三リン酸(Deoxycytidine triphosphate、dCTP)は、ヌクレオシド三リン酸であり、ポリメラーゼ連鎖反応等のDNA複製の際に用いられる。この過程は、以下の化学反応式で表すことができる。
(DNA)n + dCTP ↔ (DNA)n-C + PPi
つまり、dCTPはピロリン酸を切り離し、dCMPがDNA鎖の3'末端に取り込まれる。続くピロリン酸の加水分解により、反応の平衡が右側に寄り、ヌクレオチドが取り込まれてDNA鎖が成長する。